# Johnny Ramey
Johnny Lynn Ramey (* 29. November 1982 in Fresno, Kalifornien) ist ein US-amerikanischer Schauspieler, Filmregisseur und Filmproduzent.

## Leben
Ramey wurde am 29. November 1982 in Fresno, Kalifornien geboren. Er gab 2009 in der Kurzfilmproduktion Sealed sein Filmschauspieldebüt und 2011 in Happy New Year in einer Nebenrolle sein Spielfilmdebüt. 2013 erhielt er eine Episodenrolle in der Fernsehserie Royal Pains und spielte in sechs Episoden der Fernsehserie The Hustle in der Rolle des Jr mit. Wiederkehrende Serienrollen erhielt er zwischen Mitte und Ende der 2010er Jahre außerdem in Seeking, Rage Room und Poz Roz. 2020 war er in der Fernsehfilmproduktion Ruf nach Liebe – Calling for Love in der größeren Rolle des Alex Hanson zu sehen. Der Film erschien als DVD im deutschen Videoverleih. 2022 wirkte er in einer der Hauptrollen als Brad Hunt im Fernsehfilm A Baby at Any Cost mit. 2023 stellte er die Rolle des Elias Taylor in der Filmproduktion Rustin dar. 2025 trat er im Tierhorrorfilm Great White Waters in der Rolle des Jareth Danzo, eines der Antagonisten, auf.

## Filmografie (Auswahl)

### Schauspiel
- 2009: Sealed (Kurzfilm)
- 2009: Dawn (Kurzfilm)
- 2010: Pour aimer, encore (Kurzfilm)
- 2011: Happy New Year (New Year’s Eve)
- 2011: A Happy Ending
- 2011: Common Grounds (Kurzfilm)
- 2012: Can You Delete Yourself? (Kurzfilm)
- 2013: Royal Pains (Fernsehserie, Episode 5x05)
- 2013: The Hustle (Fernsehserie, 6 Episoden)
- 2013: Laser Wolf (Kurzfilm)
- 2013: Out of Order
- 2013: Darcy (Kurzfilm)
- 2013–2015: Seeking (Fernsehserie, 6 Episoden)
- 2014: Gypsy (Fernsehfilm)
- 2014: Forever (Fernsehserie, Episode 1x09)
- 2014: Nyctophilia
- 2015: Most Likely to Die
- 2015: Book of Fire
- 2016: Fatality (Kurzfilm)
- 2017: Bar Talk (Kurzfilm)
- 2018: Twelfth Night
- 2018: Rage Room (Fernsehserie, 6 Episoden)
- 2019: Always a Bridesmaid
- 2019: Poz Roz (Fernsehserie, 8 Episoden)
- 2019: Awaken (Kurzfilm)
- 2020: Ruf nach Liebe – Calling for Love (Chasing the One, Fernsehfilm)
- 2020: Rent Money (Kurzfilm)
- 2020: Buried in the Backyard – Mord verjährt nicht (Buried in the Backyard, Fernsehdokuserie, 2 Episoden)
- 2021: Into the Dark (Fernsehserie, Episode 2x11)
- 2021: Blue Moon Ball
- 2022: A Baby at Any Cost (Fernsehfilm)
- 2022: Maternity (Kurzfilm)
- 2023: Breaking Girl Code
- 2023: Act Your Age (Fernsehserie, Episode 1x09)
- 2023: Rustin
- 2023: 12 Games of Christmas
- 2025: Hear My Love Again (Miniserie)
- 2025: A Home to Die For
- 2025: Great White Waters

### Filmschaffender
- 2013: Darcy (Kurzfilm; Produktion)
- 2014: I Got a Story to Tell (Kurzfilm; Produktion)
- 2014: Nyctophilia (Regie, Produktion)
- 2016: Fatality (Kurzfilm; Regie, Produktion)
- 2017: Negus: An Allegory of a Cave (Kurzfilm; Regie, Produktion)
- 2017: Work Party (Kurzfilm; Regie, Produktion)
- 2017: The Accident (Kurzfilm; Regie, Produktion)
- 2017: In (Kurzfilm; Regie, Produktion)